# Grande Bahama
Grande Bahama, a quarta maior ilha da Comunidade das Bahamas, recebeu seu nome do espanhol gran bajamar – que significa “grande mar raso” – devido às muitas águas rasas ao redor da ilha. Atualmente, muitas das cinquenta mil pessoas que vivem em Grande Bahama não nasceram na ilha. Elas vêm de todas as ilhas das Bahamas. Mas o que distingue a maioria dos grand-bahamenses dos demais bahamenses é seu espírito empreendedor e dedicação ao ambiente ao ar livre.